# Castillonuevo
Castillonuevo (em castelhano) ou Gazteluberri (em basco) é um município da Espanha na província e comunidade autónoma de Navarra. Tem 26,34 km² de área e em 2021 tinha 18 habitantes (densidade: 0,7 hab./km²).

## Demografia
| Variação demográfica do município entre 1991 e 2004 | Variação demográfica do município entre 1991 e 2004 | Variação demográfica do município entre 1991 e 2004 | Variação demográfica do município entre 1991 e 2004 |
| --------------------------------------------------- | --------------------------------------------------- | --------------------------------------------------- | --------------------------------------------------- |
| 1991                                                | 1996                                                | 2001                                                | 2004                                                |
| 19                                                  | 27                                                  | 20                                                  | 20                                                  |